# 煙墩堡遺址
煙墩堡遺址位於重慶市酆都縣彙集鄉新灣村的一处旧石器时代早期遗址，地处长江右岸第四级阶地前缘，屬三峽工程遷建區。1994年3月由三峡地区旧石器时代考古队发现，1994至1998年间经过四次发掘，揭露面积900多平方米，共出土1341件石制品及少量陶片。该遗址被评为1996年度全国十大考古发现，2000年9月7日列為第一批重慶市文物保護單位。